# جونسون ك. دونكان
جونسون ك. دونكان (بالإنجليزية: Johnson K. Duncan)‏ هو مهندس وجندي أمريكي، ولد في 19 مارس 1827 في يورك في الولايات المتحدة، وتوفي في 18 ديسمبر 1862 في نوكسفيل في الولايات المتحدة.